# دفترنامه‌های مایا

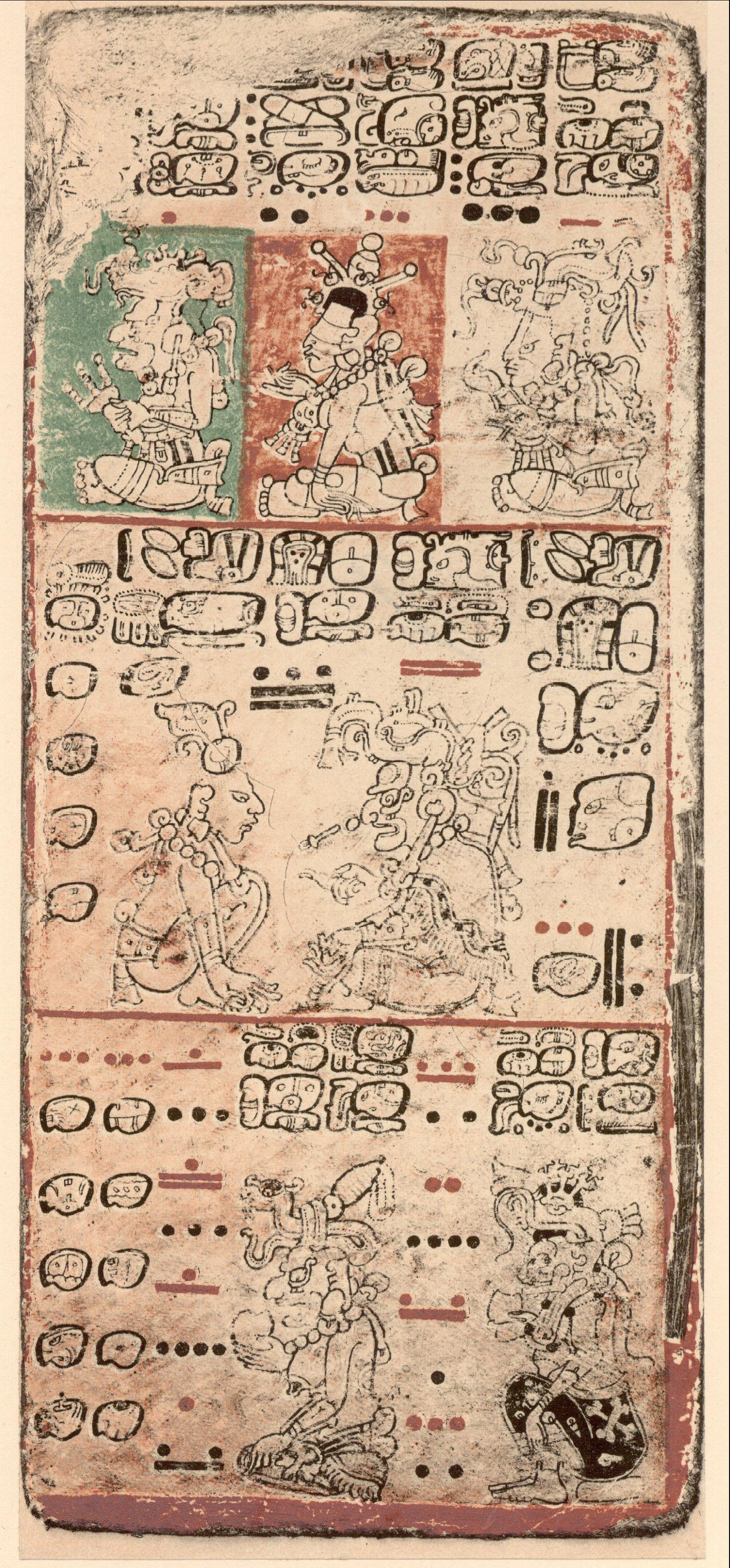
صفحهٔ نهم از مجموعه قوانین درسدن

دفترنامه‌های مایا (انگلیسی: Maya codices) مجموعه‌ای از دفترنامه های منتسب به تمدن مایا از دوران پیشاکلمبی است که با خط مایایی بر روی کاغذهایی فراهم شده از پوست درخت آمات نوشته شده‌اند. از مشهورترین این دفترنامه‌ها، می‌توان به دفترنامه پاریس، دفترنامه مادرید و همین‌طور دفترنامه درسدن اشاره داشت